# Miscanthus oligostachyus
Miscanthus oligostachyus là một loài thực vật có hoa trong họ Hòa thảo. Loài này được Stapf mô tả khoa học đầu tiên năm 1898.

## Hình ảnh

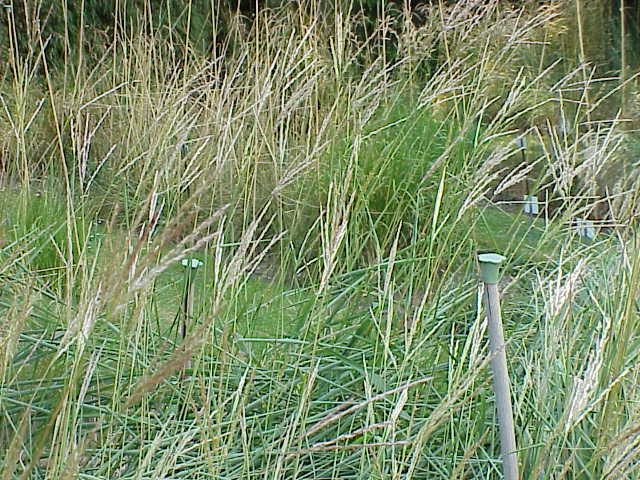
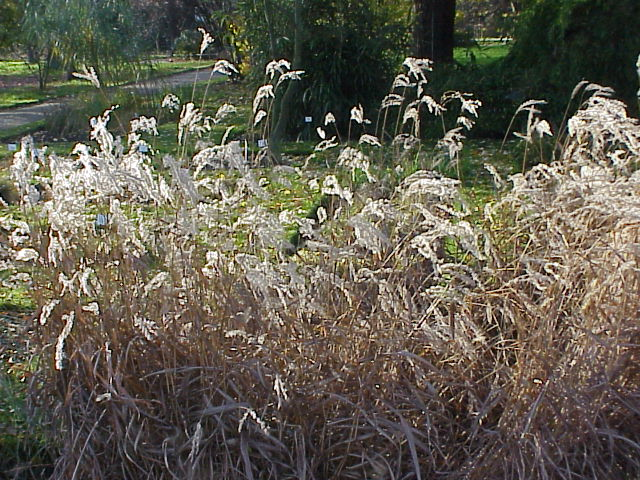
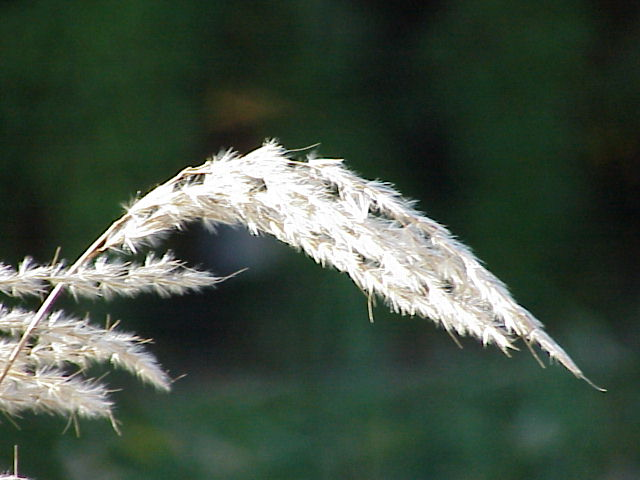
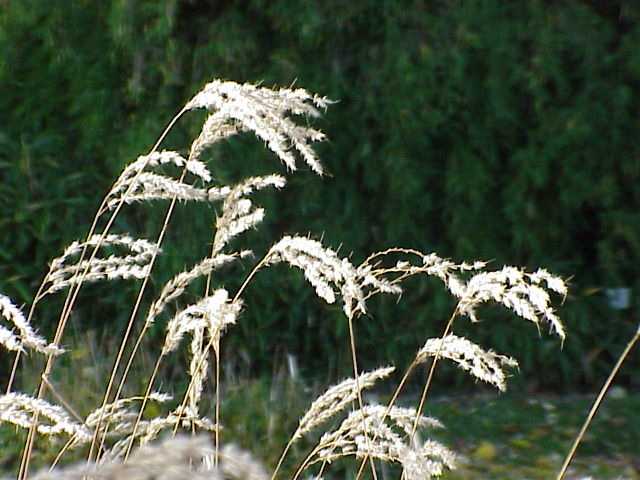